# Algolsheim
Algolsheim (Àlgelsa in alsaziano) è un comune francese di 1 125 abitanti situato nel dipartimento dell'Alto Reno nella regione del Grande Est. Si trova a soli 2 chilometri dal confine con la Germania. Proprio a causa di questa vicinanza, nel paese risiedono diversi cittadini tedeschi.

## Società

### Evoluzione demografica
Abitanti censiti